# Missili aria-aria britannici

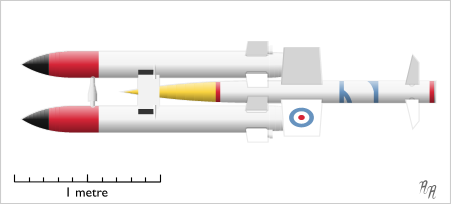
Fireflash

I primi missili per l'intercettazione aerea britannici erano armi piuttosto rudimentali e complesse al tempo stesso.
Il Fairey Fireflash, non divenne mai operativo anche se fu collaudato durante i primi anni cinquanta. Aveva una fusoliera con motore a razzo a combustibile solido sui lati. L'insolita configurazione era dovuta al fatto che si riteneva che la scia di ionizzazione dei motori rendesse inoperativo il radar d'inseguimento, la soluzione adottata prevedeva che i due razzi si staccassero dal missile dopo la fase di accelerazione, lasciandolo proseguire per inerzia verso il bersaglio.

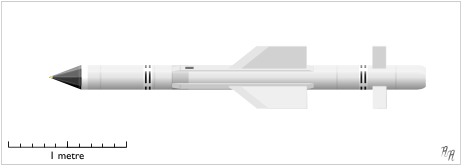
Firestreak

Il de Havilland Firestreak era un'arma molto più evoluta e pesante. Questo era un'eccellente arma dell'epoca (in servizio dal 1958) con un sensore radar asservito a quello dell'aereo e due serie di sensori di prossimità all'infrarosso. Tale arma pesava ben 140 kg, una via di mezzo tra il peso di un tipico missile a corto raggio e quella di un'arma come lo AIM-7 Sparrow o la versione a guida infrarossa del francese Matra R.550 (192 kg),  quindi poteva permettersi un sistema di raffreddamento della testata, come anche una gittata di circa 7 km. Ma era prevalentemente un missile per intercettori, dovendo equipaggiare l'English Electric Lightning.
Il successore Blue Jay, conosciuto infine come Hawker Siddeley Red Top, era un'evoluzione assai spinta del precedente, malgrado entrasse in servizio nel 1964. Inizialmente ebbe problemi vari e fu necessario mantenere in linea il Firestreak più a lungo del previsto mentre il Red Top raggiungeva l'operatività (il Firestreak rimase comunque limitatamente in linea in quanto migliorava l'aerodinamica del Lightning). Esso venne usato soprattutto dal Lightning fino alla sua radiazione nel 1988, mentre un predecessore venne usato sia da questo che dal Javelin.

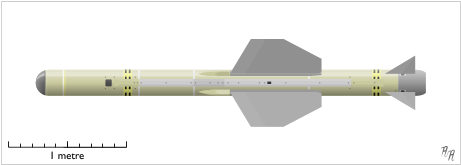
Red Top

Con l'avvento del Phantom, i complessi missili inglesi lasciarono spazio alle armi statunitensi, anche nel caso delle armi a corto raggio a guida infrarossa. Ma mentre i Sidewinder non ebbero parte nello sviluppo di nuove armi, gli Sparrow IIIE a partire dal 1969 cominciarono ad essere sviluppati dalla British Aerospace (BAe) in un nuovo modello, che era basicamente ancora lo Sparrow, ma aggiornato con un nuovo sistema di guida: il Marconi Electronic Systems XJ521 monopulse Semi-Active. Alcuni anni dopo entrò in linea come Skyflash. Rispetto all'Aspide (versione italiana dello Sparrow), seguiva la stessa evoluzione tecnologica della testata, ma si trattava di un programma maggiormente orientato al risparmio e così la cellula e il motore erano quelli dei missili forniti dagli USA. La carriera degli Skyflash si estese anche ai Viggen Svedesi. Consci che, specie con i nuovi Tornado ADV e il loro radar Foxhunter da 185 km di portata, la massima gittata degli Skyflash era inferiore all'ottimale, negli anni '80 gli inglesi iniziarono lo sviluppo per un nuovo motore, che approfittasse degli spazi lasciati all'interno della struttura del missile di un'elettronica allo stato solido, più capace ma anche più compatta. Il nuovo missile, lo Skyflash Supertemp si ritrovava con una gittata comparabile con quella dell'Aspide e del AIM-7F o M, armi che la RAF non ha mai avuto appunto per via del proprio programma nazionale di aggiornamento. Un'ultima evoluzione interessante, per quanto senza seguito, è l'Active Skyflash, con radar attivo.
Infine, va citato il missile ASRAAM, a suo tempo sviluppato come controparte all'AMRAAM e altrettanto avanzato, sia pure come arma a corto raggio a guida IR. Il programma è stato molto tribolato, tuttavia, e se l'AMRAAM a stento è entrato in servizio prima della fine della Guerra Fredda, l'ASRAAM ha avuto tempi molto più lunghi, anche a causa della concorrenza di un mercato (quello dei missili IR) molto affollato.

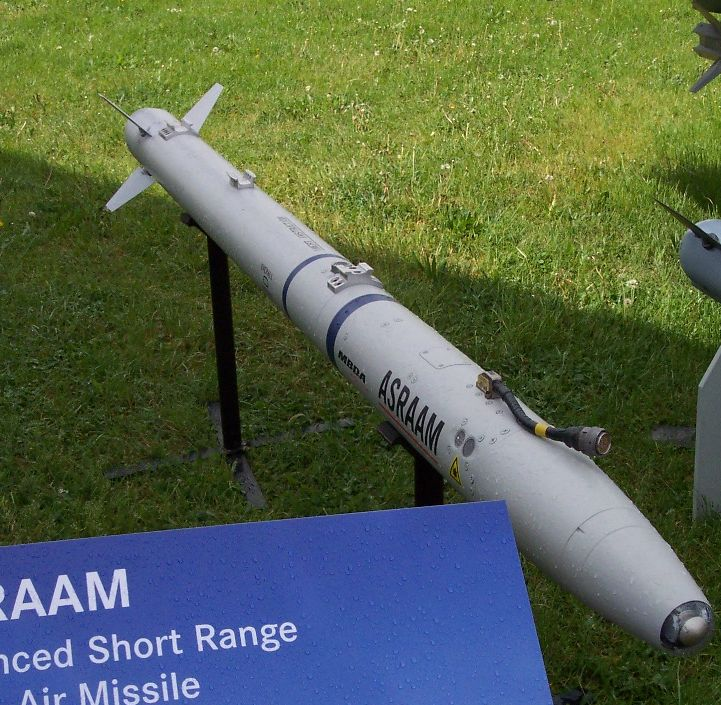
AIM-132 ASRAAM